# Гартвиг II (архиепископ Бремена)
Гартвиг фон Утледе (? — 3 ноября 1207) — немецкий аристократ, священник, который в качестве князя-архиепископа Бременского (в период 1185—1190 годов и де-факто снова в 1192—1207 годах) был одним из инициаторов Ливонского крестового похода и завоевания Ливонии немцами.

## Биография
Гартвиг происходил из семьи бременских дворян-министериалов из Утледе. Он служил каноником Бременского собора, писарем у герцога Генриха Льва из Саксонии (Дом гвельфов), прежде чем стать князем-архиепископом в 1185 году. Когда он был избран, что произошло благодаря острой конкуренции разных аристократических родов в Королевстве Германия того времени, это было расценено как триумф гвельфов.
Каноник Мейнард из августинского монастыря в Зегеберге (входившего в епархию Гартвига) начал свою миссию в Ливонии с разрешения полоцкого князя Владимира, построив первую церковь, а затем каменный замок в Икскюле, в 30 км выше от устья Западной Двины. В 1186 году, через год после начала своего епископата, Гартвиг присвоил Мейнарду сан епископа Ливонии, фактически взяв под контроль миссионерскую деятельность на этой территории. Историк Эрик Кристиансен полагает, что это было попыткой Гартвига возродить былую славу его престола, «имевшего власть над всем Северным миром». Папские записи 1188 года указывают на то, что епископство, основанное «на Руси» (in Rutenia) Мейнардом, было отнесено папством как подчиненное князю-архиепископу Бремена. Тем не менее, дальнейшее десятилетие деятельности Мейнарда не принесло больших результатов; в 1196 году он умер.
В 1186 году Гартвиг и его судебный пристав в Бремене подтвердили городские привилегии Гельнхаузена, благодаря чему Фридрих I Барбаросса предоставил городу Бремену значительные права. Город был признан политическим субъектом со своим собственным правом. Имущество в пределах муниципальных границ не могло быть подвергнуто феодальному господству, это относилось и к крепостным, приобретавшим собственность, если им удавалось прожить в городе в течение года и дня, после чего они должны были рассматриваться как свободные люди. Собственность должна была свободно передаваться по наследству без феодальных претензий на реверсию. Это послужило основой для более позднего имперского статуса Бремена.
Гартвиг подготовил оформление субъектности живущих на Эльбе свободных крестьян республики Дитмаршен, которые религиозно принадлежали Бременскому архиепископству, но отвергали светскую княжескую власть. Он убедил Адольфа III Шауэнбургского, графа Гольштейнского, отказаться от своих притязаний на Дитмаршен в обмен на регулярные сборы, взимаемые с жителей этой земли. В 1187 и 1188 годах Гартвиг и его союзник Мориц I, граф Ольденбургский, во главе своих войск вторглись в Дитмаршен. Свободные крестьяне обещали заплатить ему, однако обманули его, как только он и его солдаты ушли. Они привлекли на свою сторону также Вальдемара, управляющего герцогством Шлезвиг и епископа этой земли. Гартвиг из-за обещаний заплатить Адольфу III и необходимости рассчитаться с солдатами Морица I оказался в ловушке. Он должен был уступить трехлетние сборы, взимаемые с семей бременских министериалов, Морицу I и Адольфу III. Чтобы возместить убытки, Гартвиг попытался наложить дополнительный налог в 200 марок на бюргеров города Бремена, но город отказался и получил поддержку от императора Фридриха I, которому город помогал в Третьем крестовом походе. Между апрелем и июнем 1189 года спор между городом и князем-архиепископом обострился, и Гартвигу пришлось покинуть его.
В то время как Фридрих I вместе с королём Англии Ричардом I Львиное Сердце и Адольфом III отправились в Третий Крестовый поход, побежденный соперник Фридриха, Генрих Лев, зять Ричарда, пообещавший хранить покорность в английской ссылке, не сдержал обещания и в сентябре 1189 года вернулся в Германию. Гартвиг тепло приветствовал его в Штаде и уступил ему это графство с соответствующими доходами. Генрих Лев вторгся в графство Гольштейн, чей отсутствующий правитель Адольф III, бывший вассал Генриха, обвинял того в совершении уголовного преступления. После ряда взаимных нападений сын Фридриха I Генрих VI и Генрих Лев пришли к соглашению: Адольф III восстановил имперский феод Гольштейн и получил бременский феод, графство Штаде. Генрих VI передал городу Бремену все доходы князя-епископа — судебные штрафы, сборы за проезд и наследство монетного двора.
В 1192 году Бременское архиепископство, не дождавшись папского решения об отставке Гартвига, избрало епископом Вальдемара, ставленника Генриха VI. Вальдемар на новой должности надеялся решить спор с датским королем Вальдемаром II и его старшим братом Кнудом VI Датским. Однако контакты вновь избранного архиепископа с Дитмаршеном встревожили Вальдемара II и Кнуда VI, вынудив их арестовать его в 1193 году и держать в плену до 1206 года.
В 1193 году сын Генриха Льва Генрих Младший женился на двоюродной сестре Генриха VI, а в марте 1194 года оба Генриха примирились. В этих условиях Гартвиг смог подумать о возвращении Бременского престола. В июле 1194 года Ульрих, епископ Минденский, и Рудольф I, епископ Верденский, договорились об условиях возвращения Гартвига.
Бюргеры Бремена отказались платить Гартвигу как князю-архиепископу, утверждая, что Генриху VI сначала придется облечь Гартвига всей княжеской властью. Адольф III, в свою очередь, отказался платить за графство Штаде. Поэтому Гартвиг отлучил от церкви Адольфа III и наложил интердикт на город Бремен и всю Бременскую епархию.
В октябре 1195 года на заседании рейхстага в Гельнхаузене Адольф III и Гартвиг достигли соглашения, затем подтверждённого Генрихом VI: Адольфу III было отдано управление округом Штаде с получением трети от его доходов.
В том же году Гартвиг убедил папу Целестина III распространить привилегии, полученные левантийскими крестоносцами, на рыцарей, отправляющихся в Ливонию — в бассейн Западной Двины.
В 1196 году Гартвиг назначил цистерцианца Бертольда, аббата монастыря в Локкуме, на место епископа Икскюля вместо умершего Мейнарда. В 1197 году Гартвиг вместе с Генрихом VI, Адольфом III и многими другими отправился в Крестовый поход на Святую Землю, который закончился преждевременно, когда Генрих VI умер от малярии.
В 1198 году папа Иннокентий III подтвердил привилегии, выданные ливонским крестоносцам Целестином, при подготовке новой экспедиции в Ливонию. Князь-архиепископ Гартвиг завербовал армию саксонских крестоносцев в помощь епископу Бертольду в 1198 году. В столкновении рыцарей с ливами епископ был убит.
Гартвига эта неудача не остановила: на место погибшего он назначил в Ливонию другого бременского каноника, своего племянника Альберта фон Буксгевдена. Вместе они завербовали еще одну внушительную армию саксонских рыцарей, в конечном итоге отправив экспедицию из 500 вооруженных «паломников» на 13 военных кораблях. Кампании епископа Альберта были более успешными: он смог вывести ливов из-под влияния полоцкого княжества, основать новую крупную крепость в устье Западной Двины — Ригу и в конце концов основать жизнеспособное государство крестоносцев.
Князь-архиепископ Гартвиг II умер 3 ноября 1207 года, когда начатое им завоевание Ливонии вступило в активную фазу. Он был похоронен в старом храме св. Ангара (нем. Ev. Kirche St. Ansgarii) в Бремене.